# Triumph Herald
Triumph Herald byl menším osobním automobilem britské automobilky Triumph. Vyráběl se v letech 1959 až 1971. Bylo vyrobeno 525 767 kusů. Nahradil Triumph Standard Ten.

## Popis
Design navrhl Giovanni Michelotti. Vyráběl se jako sedan, kombi, kupé a kabriolet. Vůz měl karoserii osazenou na rámu a nezávislé zavěšení všech kol. Průměr otáčení byl menší než u londýnských taxíků. Jednotlivé díly byly spojeny šrouby. Motor byl převzat z předchozího typu. Převodovka byla čtyřstupňová manuální.

## Motory
- OHV - 948 cm³ - 28 nebo 35,5 kW
- OHV - 1147 cm³
- OHV - 1296 cm³

## Rozměry
- Rozvor - 2311 mm
- Délka - 3886 mm
- Šířka - 1524 mm
- Výška - 1333 mm
- Váha - od 725 kg (cabrio) po 865 (kombi)